# Beinn Bhàn (Argyll and Bute)
Beinn Bhàn är ett berg i Storbritannien.   Det ligger i kommunen Argyll and Bute och riksdelen Skottland, i den västra delen av landet, 600 km nordväst om huvudstaden London. Toppen på Beinn Bhàn är 333 meter över havet. Beinn Bhàn ligger på ön Islay.
Terrängen runt Beinn Bhàn är kuperad åt sydost, men åt nordväst är den platt. Trakten runt Beinn Bhàn består i huvudsak av gräsmarker.